# Daemonorops nigra
Daemonorops nigra là loài thực vật có hoa thuộc họ Arecaceae. Loài này được (Willd.) Blume mô tả khoa học đầu tiên năm 1847.